# Ababuj
Ababuj ist eine spanische Gemeinde und ein Dorf mit 74 Einwohnern (Stand: 2024). 

## Lage
Das Dorf liegt 45 km nordöstlich von Teruel im weiten Tal des Alfambra auf einer Höhe von 1368 msnm. Südlich vom Dorf fließt der Río Seco vorbei. Ababuj ist Teil des Parque Cultural del Chopo Cabecero, eines Kulturparks, der die einzigartige Kulturlandschaft mit Kopfpappeln und extensiver Viehzucht bewahren soll.

## Klima
In Ababuj sind die Sommer kurz, heiß und meist klar; die Winter sind lang, sehr kalt, windig und teilweise bewölkt. Es ist das ganze Jahr über trocken. Die Durchschnittstemperatur beträgt 8,4 °C.

## Sehenswürdigkeiten
- katholische Kirche
- Glockenturm aus dem 14. oder 15, Jahrhundert